# CINEMA-Filmtheater

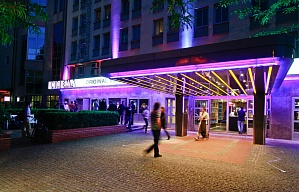
Eingangsbereich

Das CINEMA-Filmtheater in der Nymphenburger Straße 31 ist ein Programmkino im Münchner Stadtteil Maxvorstadt, das sich auf die Präsentation von Filmen in der Originalversion und von Live-Übertragungen mit modernster Kinotechnik spezialisiert hat.

## Geschichte
Das CINEMA wurde am 23. Oktober 1954 eröffnet und gehörte damals zu den modernsten deutschen Lichtspielhäusern. Das geschwungene Vordach im Stil der 1950er Jahre ist bis heute erhalten.
Bei seiner Eröffnung bot das Filmtheater Platz für 580 Personen. Der Balkon verleiht dem Saal bis heute seinen besonderen Charme. Das renovierte Kino hatte bis zum August 2022 eine Kapazität von 411 Plätzen. Im September 2022 wurde die Parkettbestuhlung erneuert, seitdem hat der Saal eine Kapazität von 280 Plätzen.
Unter der Leitung von Dieter Buchwald hat das CINEMA in Sachen moderne Kinotechnik seit den späten 1970er Jahren einen führenden Status in der deutschen Kinobranche erlangt. Buchwald war ab 1992 zudem auch Initiator und Mitbetreiber des ersten deutschen IMAX-Theaters im Forum der Technik im Deutschen Museum, München, und Betreiber des Discovery Channel IMAX-Theaters am Potsdamer Platz, Berlin. 1987 war das CINEMA das erste zertifizierte THX-Kino Deutschlands, 2005 gab es hier den ersten digital projizierten 3D-Film des Landes zu sehen. Seit dem 25. April 2016 ist das CINEMA mit der Tontechnik DOLBY Atmos ausgestattet. Schon Ende der 1970er Jahre war das CINEMA das erste Programmkino Deutschlands, in dem man Popcorn kaufen konnte.
Das Kino wurde mehrfach mit dem Kinoprogrammpreis der Stadt München ausgezeichnet. Auch das Filmfest München sowie das Fantasy Filmfest gastierten im CINEMA.
Im Mai 2023 wurde das CINEMA vom Weltverband für Kinotechnik, der ICTA (International Cinema Technology Association) mit dem „ICTA Presentation Excellence Award“ ausgezeichnet. Mit dem Preis möchte der Verband innovative und technisch affine Kinobetreiber und -betreiberinnen auszeichnen, die sich kontinuierlich bemühen mit Hilfe von Kinotechnik und deren herausragender Nutzung den Begegnungs- und Erlebnisort Kino für ihr Publikum zu zelebrieren. Kreativität, digitale Exzellenz und überdurchschnittlicher Besucherfokus sind weitere Auswahlkriterien.
Aktuell sind es nach wie vor die Filme in Originalversion (OV), Sneak Previews und die Live-Übertragungen (u. a. aus der Metropolitan Opera in New York und dem National Theatre in London), die Publikumsresonanz finden.

## Technik

### Ton
Der Ton im Cinema wird, als Alleinstellungsmerkmal, einerseits durch zeitaufwändige, regelmäßige Einmessungsverfahren, andererseits durch eine spezielle Holzvertäfelung im gesamten Saal optimiert.

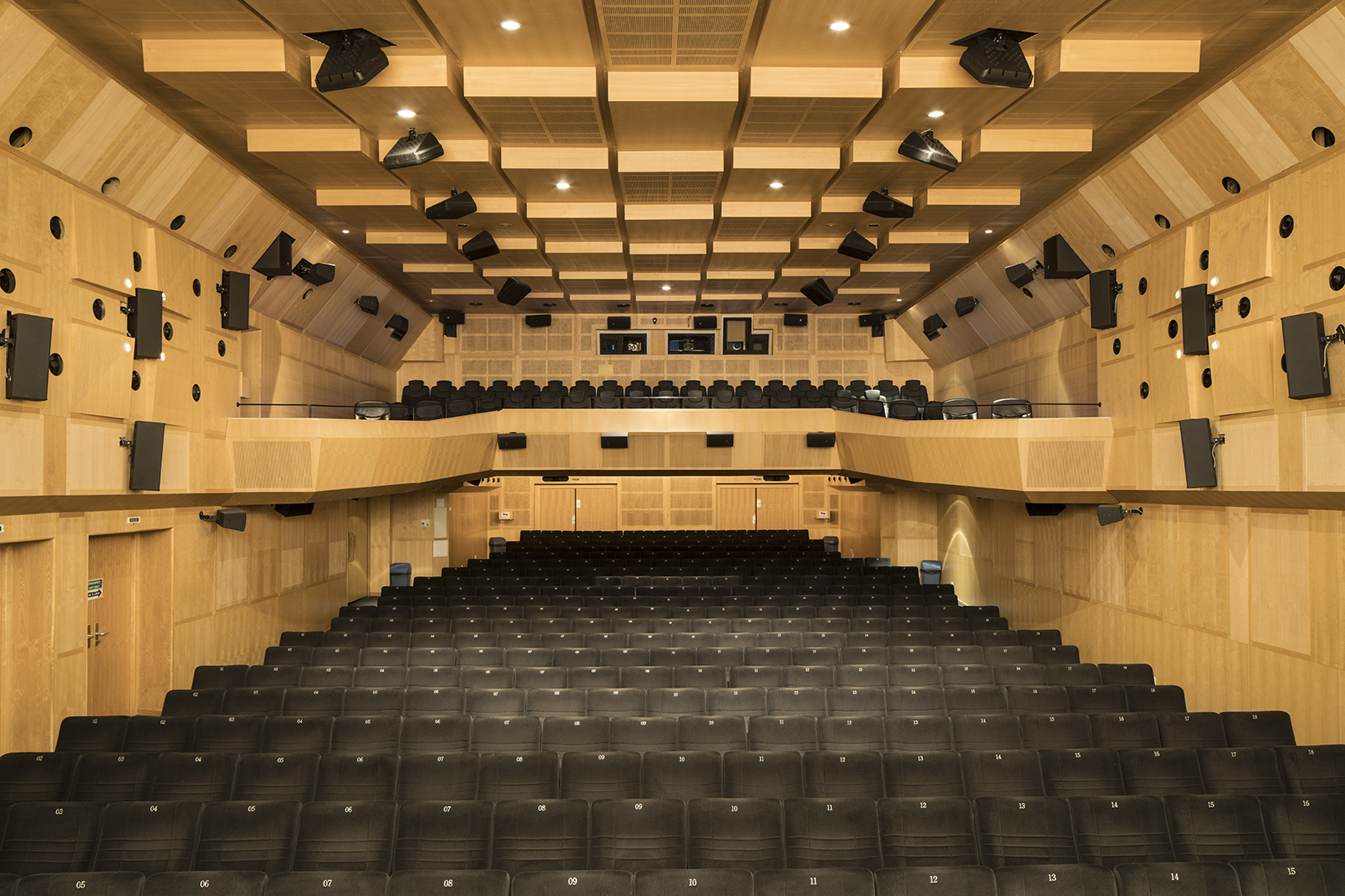
Saal des Cinema Filmtheater München, 2018

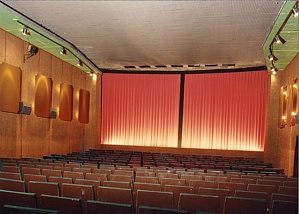
Saal des CINEMA Filmtheater München, 1954

Über die Jahre hat das CINEMA fast alle Entwicklungen von Kino-Soundsystemen geboten:
- DOLBY Atmos (Aktuell seit 24. April 2016)[17]
- DOLBY 7.1
- DOLBY EX
- DOLBY SRD
- SDDS
- DTS
- DOLBY SR
- DOLBY A
- DOLBY 6-Track

### Bild
Seit September 2021 werden Filme mit Deutschlands erstem HFR fähigen 4K-High-Contrast-Flaggship-Laser-Projektor der Firma Barco präsentiert. Die Silverscreen Leinwand hat eine Abmessung von 10,50 × 4,70 Metern. Seit 2005 werden die Filme im CINEMA digital projiziert, bis 2021 mit einem 4K-HFR-Projektor von Christie Digital Systems, Inc. Bis 1994 konnte das Publikum im CINEMA sogar Filme in der Ultra Panavision 70mm Version sehen.